# Sankarapuram
Sankarapuram é uma panchayat (vila) no distrito de Viluppuram, no estado indiano de Tamil Nadu.

## Demografia
Segundo o censo de 2001,  Sankarapuram  tinha uma população de 12,243 habitantes. Os indivíduos do sexo masculino constituem 51% da população e os do sexo feminino 49%. Sankarapuram tem uma taxa de literacia de 65%, superior à média nacional de 59.5%: a literacia no sexo masculino é de 73% e no sexo feminino é de 57%. Em Sankarapuram, 12% da população está abaixo dos 6 anos de idade.